# Stuguns gamla kyrka
Stuguns gamla kyrka är en kyrkobyggnad i Stugun. Den är vid sidan av Stuguns nya kyrka församlingskyrka i Stuguns församling i Härnösands stift.

## Kyrkobyggnaden
Den nuvarande kyrkan är uppförd av byggmästaren Pål Persson åren 1785 - 86. Stuguns kyrkohistoria började dock flera hundra år tidigare. Längs den norra pilgrimsvägen mellan Selånger och Nidaros lät ärkebiskopen i Uppsala Jakob Israelsson under åren 1278 - 81 uppföra en s.k. själastuga på den plats där dagens Stugun ligger. År 1333 nämns för första gången gudstjänstlokalen i Stugun i samband med ett intyg till den stugukarl som förrättade tjänst vid kapellet. Det medeltida kapellet märks även genom bevarade föremål från medeltiden, bland annat ett rökelsekar i brons, två träskulpturer föreställande Sankt Mikael respektive en helig biskop, et cetera. Abraham Hülphers anger i sin reseskildring att på platsen fanns en träkyrka från 1671 med en bänkindelningslängd på fem manfolks- och åtta kvinnfolksbänkar. Från denna kyrka finns fortfarande altaruppsats samt predikstol bevarade. 
Den nuvarande, timrade kyrkan byggdes som en mindre kopia av Daniel Hagmans kyrka i Borgsjö. Den har sålunda högt, spånklätt s.k. säteritak, marmorerade taklister, lockpanelade fasader med tandsnittsdekor upptill samt blyspröjsade fönster. Ingången finns på sydfasaden och sakristian ligger i öster. Kyrkans yta är 15 x 9 meter. Tio år innan kyrkan byggdes uppförde Pål Persson klockstapeln med stigport och lökkupol.
Kyrkan har 150 bänkplatser och rummet är ljust med vitlimmade, brädfodrade väggar. Innertaket är ett högt välvt trätak med plafond. Korväggen består till en stor del av altarpredikstolen, som lyser i grått och guld. Den är rikt dekorerad i rokoko. Vidare finns en skenperspektivmålning med joniska pelare. Dessa bär upp bjälklaget och ett kassettvalv. Allt omges av ett böljande blått draperi som hålls undan av puttin.

## Inventarier
I korets vänstra del hänger en jubelfesttavla till minne av Uppsala möte (1593). Till höger finns ett kopparstick till minne av Karl XIIs seger vid Narva år 1700. Innanför altarringen står en konfitierpall, vilken används för knäfall mot församlingen. Altarpredikstolen ritades av Carl Oxenstierna och gjordes av Johan Edler d.ä. år 1791. Altarringen och bänkinredningen är gjord av Erik Hindersson år 1794.